# Amina Okouïeva
Amina Viktorivna Okouïeva (en ukrainien : Аміна Вікторівна Окуєва) (née le 5 juin 1983 et morte le 30 octobre 2017), est une médecin d'origine ukrainienne, militante de l'Euromaïdan, convertie à l'islam et lieutenant de police. Pendant l'Euromaïdan, elle travaille comme médecin dans le bataillon Kyiv-2 et a vu des combats dans la ville de Debaltseve après sa prise par les rebelles d'obédience russe, en 2015. Elle est tuée dans une embuscade tendue par des assaillants inconnus, le 30 octobre 2017. Son mari Adam Osmaev, un chef du bataillon Djokhar Doudaïev, est blessé dans l'embuscade mais il survit. Amina Okouïeva était également une représentante du mouvement politique Caucase libre en Ukraine et une participante à l'opération antiterroriste ukrainienne,.